# 同人誌
同人誌又称同人本（日语：／ Dōjinshi）為同人文化的產物，是指一群同好走在一起，所共同創作出版的书籍、刊物。雖然同人誌原本沒有特別限定創作的目標事物，但對一般人來說，比較常聽到此名詞的用途是在意指漫畫或與漫畫相關的周邊創作方面。随着同人的概念发展，在日常使用中，“同人”也常用于指代爱好者用特定文学、电影或是游戏作品中人物为原型再创作、情节与原作有关或无关的文学与美术作品，即同人小说与同人画作的合称。

## 文學創作
純文學創作上的同人誌以時間先後來說，應該才是同人誌文化真正的起源。如丘逢甲與同好們於1881年的唱和之作《同人集》（即《竹溪唱和集》），及《海東三鳳集》、《臺灣詩錄拾遺》等作品。初時這類作品是以書院、詩社為主軸，如開辦於1857年的淡水廳竹塹斯盛社，另《紅樓夢》裡有海棠詩社。
初時這類作品集經常是以學校中的文學性社團為主軸、進而發行的一種社刊型態創作合集，有時也可能是遍及全校規模的文學創作校刊。但是完全與學校體系無關，純粹因理念相同、個人之間的交好而組織起的同人誌，在一些業餘與專業作家之間也廣為盛行，這類的單位與因為文學競賽而產生的合集、或者以商業發行為目的的合集作品是不同的。而同人誌的運作，到最後也往往轉變成一種創作上的流派分別。以日本文學界來說，有記載最早的同人誌，應該是以19世紀末作家尾崎紅葉及他所屬的創作社團「硯友社」的友人們所共同發行的《我樂多文庫》（1885年）。

## 漫畫創作

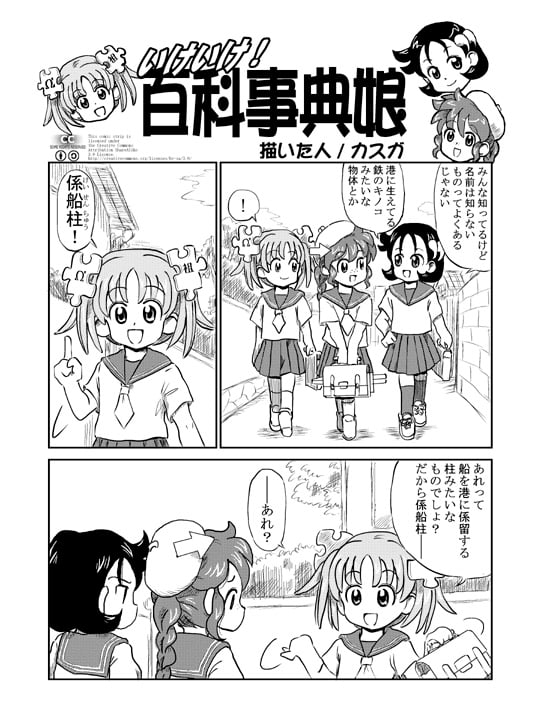
同人志《冲呀！百科图书娘》

以漫画為主或與动漫画文化有关的同人誌，绝大部分都是自资的，有别于商业漫画，有较大的创作自由度和“想畫什麼就畫什麼”的風格。
在同人誌中，也分为“原创同人誌”（original doujinshi）和“改编同人誌”（parody doujinshi）。原创同人誌是指故事人物、内容、情节等，均是自己创出来的，理论上，它们的自创成分是比较高的。至于“改编同人誌”，也有人称为“演绎同人誌”，則屬於二次創作的作品，就是拿已有的其他故事（例如正式出版的漫画），进行再创作或改编，包括改变故事情节、改换部分人物，以至合并数个故事等。虽然题材是取于现成的故事，但也有作者的创作。
坊间亦有所谓“个人誌”、“双人誌”的东西。其实一般同人誌，多数集合了四、五人或以上的作品，但这些称作“个人誌”、“双人誌”的，则整本都是只得一个或两个人的作品。
另一方面，同人誌可分爲「一般向」及「成人向」。一般向的是給全年齡觀眾閲讀的，故事内容並無任何色情成分。成人向的同人誌則多數有涉及人物色情的場面。
绘画同人誌或参与这文化圈子的人，称作同人。在日本，有不少有名的漫画家都是以同人誌的创作起家成名的，包括CLAMP、尾崎南、赤松健等。同人团队负责其刊物的整个生产过程，从作品创作，到印刷商的联系，以及发行，都由他们私人负责。
除了出版同人誌外，有些同好也会使用网站来发表他们的同人作品。除此以外，有同人遊戲、同人詞、同人小說、同人廣播劇、同人音樂等创作。而在同人誌即賣會的會場內，亦常會見到正在Cosplay的參與者。
亞洲的同人活動發展迅速，如上海、香港、台灣、曼谷等地都可以看到明顯的活動跡象，刊物的販售也開始活化，也有出版社跟同人作者合作的趨勢，已開拓未來的商業先機。